# Triumvir nocturn
La magistratura de triumvir nocturn (Triumvir nocturnus) era una magistratura regular de l'antiga Roma, d'elecció anual. La missió d'aquests magistrats era principalment prevenir els incendis nocturns (donat els materials en què estava feta la ciutat de Roma, els focs eren relativament freqüents) per lo qual havien de donar tombs per la ciutat durant les hores sense llum (vigilias circumire). No se sap quan es van crear però ja existien l'any 304 aC. Al mateix temps feien una funció de vigilància com una mena de policia o de vigilant nocturn. August va transferir les seves funcions als prefectes de vigilància.